# Črna knjiga komunizma
Črna knjiga komunizma: zločini, teror, zatiranje (originalni naslov v fr. Le Livre noir du communisme: Crimes, terreur, répression) je knjiga, ki jo je napisalo več evropskih znanstvenikov, uredil pa jo je francoski zgodovinar Stéphane Courtois.

## Vsebina

### Domnevno število žrtev
V uvodu urednik Stéphane Courtois ugotavlja, da »so se komunistične vladavine (=režimi) pokazali kot uveljavljanje množičnega zločinstva v polnem razcvetu tega načina vladanja.« Trdi, da število smrtnih žrtev tega sistema skupaj znaša 94 milijonov.
Razčlenitev števila smrtnih žrtev, ki jo podaja Courtois, je naslednja:
- 65 milijonov na Kitajskem
- 20 milijonov v Sovjetski zvezi
- 2 millijona v  Kambodži (Kampučiji)
- 2 millijona v Severni Koreji
- 1,7 milijona v Afriki
- 1,5 milijona v Afganistanu
- 1 milijon v komunističnih državah Vzhodne Evrope
- 1 milijon v Vietnamu
- 150.000 v Latinski Ameriki (večinoma Kuba)
- 10.000 smrti »povzročenih z dejavnostjo komunističnih strank, ki še niso na oblasti.«[3]

Courtois meni, da so komunistične vladavine odgovorne za večje število mrtvih kot katerakoli politična usmeritev ali gibanje, vključno z nacizmom. Statistika žrtev vključuje umore, stradanja, smrti zaradi preselitve, zapora ali prisilnega dela.
Posamezna poglavja, ki obravnavajo dogajanje v različnih komunističnih državah, so bila deležna priznanj, kritika (tako strokovna kot politična) pa leti na Courtoisa, ki naj bi neprimerno posploševal v uvodniku. Močno kritična sta med drugim dva od glavnih avtorjev, Nicolas Werth in Jean-Louis Margolin, ki sta se javno distancirala od uvodnika in nekaterih drugih uredniških odločitev. Dobila sta vtis, da je bil Courtois »obseden« z željo priti do številke 100 milijonov žrtev, posledica česar naj bi bila površnost in pristranskost. Obtožila sta ga napihovanja številk v nekaterih državah; po njunih ocenah je pravo število žrtev med 65 in 93 milijoni.

## Slovenski prevodi
- Rémi Kauffer in Stéphane Courtois: Črna knjiga komunizma (naslov izvirnika: Livre Noir Du Communism, prevedel Božidar Pahor), Založba Mladinska knjiga, Zbirka Premiki, Ljubljana 1999. ISBN 8611155572, 978861115579.